# Агуда (Португалия)
Агуда (порт. Aguda) — район (фрегезия) в Португалии, входит в округ Лейрия. Является составной частью муниципалитета Фигейро-душ-Виньюш. По старому административному делению входил в провинцию Бейра-Литорал. Входит в экономико-статистический субрегион Пиньял-Интериор-Норте, который входит в Центральный регион. Население составляет 1394 человека на 2001 год. Занимает площадь 38,47 км².
Покровителем района считается Дева Мария (порт. Nossa Senhora da Graça).